# آخرین قهرمان اکشن
آخرین قهرمان ژانر اکشن (به انگلیسی: Last Action Hero) فیلمی به کارگردانی جان مک‌تیرنان، نویسندگی شن بلک، دیوید آرنوت و ویلیام گولدمن و تهیه‌کنندگی جان مک‌تیرنان و آرنولد شوارتزنگر محصول سال ۱۹۹۳ میلادی است.

## داستان
«جک اسلیتر» (شوارتزنگر)، مأمور ویژه، گروهی از افراد پلیس را از اطراف آسمان خراشی دور می‌کند و در پشت بام ساختمان با قاتلی به نام «ریپر» (نونان) که پسر کوچک او را گروگان گرفته، درگیر می‌شود. کمی بعد معلوم می‌شود همهٔ این ماجراها در یک فیلم «آرنولد شوارتزنگر» به نام «جک اسلیتر ۳» جریان داشته که در یک فیلم سینمایی به نمایش درآمده است.
دنی مادیگان یک نوجوان اهل محله‌ای پر از جرم و جنایت در شهر نیویورک است که با مادرش ایرن زندگی می‌کند. دنی پس از مرگ پدرش مدام به سینما می‌رود و وقتش را در دیدن فیلم‌های اکشن و به‌طور خاص فیلم‌های «جک اسلیتر» -یک پلیس محلی قهرمان در لس‌آنجلس- می‌گذراند و در سالن سینمای محبوب او پیرمردی به نام نیک از او استقبال می‌کند. نیک به دنی یک بلیت طلایی می‌دهد که ادعا می‌کند آن را از هری هودینی گرفته‌است و به او می‌گوید به‌سبب این بلیت اجازه دارد «جک اسلیتر۴» را قبل از تاریخ اکران عمومی برای او نمایش دهد.
در طول فیلم بلیت دنی را به دنیای فیلم‌ها و دقیقاً در خودروی جک اسلیتر حین یکی از تعقیب و گریزهایش می‌فرستد. بعد از فرار از تعقیب و گریز توسط مجرمان، جک اسلیتر دنی را به ادارهٔ پلیس می‌برد و در آنجا دنی متوجه تفاوت دنیای فیلم با دنیای واقعی می‌شود. برای مثال می‌فهمد یک گربهٔ کارتونی به نام ویسکرز در آن دنیا یکی از پلیس‌ها است. یا دوست اسلیتر، جان پرکتیس را در فیلمی با نام آمادئوس (فیلم) در نقش آنتونیو سالییری دیده بود که ولفگانگ آمادئوس موتسارت را کشته بود و به همین دلیل از نظر او قابل اعتماد نبود. اسلیتر همهٔ صحبت‌های دنی را از تخیل او می‌داند و جدی نمی‌گیرد. دکر رده‌بالایی اسلیتر در پلیس با دیدن دنی او را به عنوان همکار اسلیتر منصوب می‌کند و از آن دو می‌خواهد روی پروندهٔ جنایی مربوط به آنتونیو ویوالدی کار کنند.
دنی که خانهٔ ویوالدی را در ابتدای فیلم دیده بود اسلیتر را به آنجا راهنمایی می‌کند. در آنجا آنها با نوچهٔ ویوالدی یعنی بندیکت روبرو می‌شوند. دنی سعی می‌کند او را لو دهد اما اسلیتر او و حرف‌هایش را جدی نمی‌گیرد و بندیکت آن‌ها را مجبور می‌کند تا آنجا را ترک کنند. بندیکت به‌شدت راجع به دنی کنجکاو می‌شود که او چطور حقیقت را در موردش کشف کرده و به همین دلیل افرادی را می‌فرستد تا آن‌دو را تعقیب کنند و مکان خانهٔ اسلیتر را می‌فهمد. با تعدادی از مردانش به خانهٔ اسلیتر جمله می‌کند و نصفهٔ بلیت طلایی را برمی‌دارد و خیلی زود به توانایی بلیت طلایی در جابجایی بین دنیای فیلم‌ها و واقعیت پی می‌برد.
اسلیتر به نقشهٔ ویوالدی برای کشتن دشمنانش با یک گاز شیمیایی سمی در یک مراسم خاک‌سپاری در یک آسمان‌خراش پی می‌برد. دنی و اسلیتر به آنجا می‌روند تا جلوی نقشه را بگیرند اما همان‌طور که دنی گفته بود پرکتیس که به ظاهر یک پلیس بود و در حقیقت برای ویوالدی کار می‌کرد، جلوی آن‌ها را می‌گیرد. ویسکرز پرکتیس را می‌کشد و اسلیتر و دنی را نجات می‌دهد تا آن‌دو بتوانند به عملیات نجات ادامه دهند. بعد از شکست‌خوردن نقشهٔ ویوالدی بندیکت ویوالدی را می‌کشد. اسلیتر و دنی بندیکت را پیدا می‌کنند اما او با استفاده از بلیت به دنیای واقعی فرار می‌کنند. اسلیتر و دنی هم پشت سرش به دنیای واقعی می‌روند.
اسلیتر در دنیای واقعی تخیلی‌بودن خودش را باور می‌کند و افسرده می‌شود تا اینکه ایرن را می‌بیند و عاشق او می‌شود. در همین حین بندیکت نقشهٔ قتل آرنولد شوارتزنگر بازیگر نقش اسلیتر در دنیای واقعی را می‌کشد و نقش‌های منفی را از فیلم‌ها بیرون می‌کشد تا به او کمک کنند. ریپر را از «جک اسلیتر۳» می‌آورد تا شوارتزنگر را به قتل برساند. دنی و اسلیتر از ماجرا خبردار می‌شوند و سعی می‌کنند جلوی ریپر را بگیرند و اسلیتر موفق می‌شود با جریان برق ریپر را بکشد و ریپر از کشتن شوارتزنگر بازمی‌ماند. بندیکت با چشم مصنوعی‌اش -که در اصل یک بمب بود- اسلیتر را به شدت مجروح می‌کند. اسلیتر به شدت خون از دست می‌دهد و تا مرز مرگ می‌رود. دنی می‌داند که تنها راه نجات اسلیتر بازگرداندن او به دنیای خودش است. شخصیت مرگ (تجسم) از فیلم مهر هفتم -که با بلیت بندیکت از فیلمش فرار کرده بود- آن‌دو را ملاقات می‌کند. دنی با اسلحه مرگ را نشانه می‌رود. ولی مرگ بجای مقابله به مثل به او پیشنهاد می‌کند دنبال نصفهٔ دیگر بلیت طلایی بگردد. دنی نصفهٔ دیگر بلیت را می‌یابد و با برگرداندن اسلیتر به فیلمش او را از مرگ نجات می‌دهد. قبل از اینکه درگاه بلیت بسته شود دنی به دنیای واقعی بازمی‌گردد و با اسلیتر وداع می‌کند. در صحنه ای از فیلم که دنی آن را در پردهٔ سینما می‌بیند اسلیتر که واقعیت وجود خودش را دریافته با دکر پرخاش می‌کند و تأکید می‌کند که در واقعیت نقش اصلی اسلیتر است و دکر حق ندارد سر او داد بکشد و در آخر برای دنی چشمک می‌زند.

## بازیگران
- آرنولد شوارتزنگر در نقش جک اسلاتر/خودش[۲]
- آستین اوبراین در نقش دنی مادیگان[۳]
- چارلز دنس
- رابرت پروسکی
- تام نونان
- فرانک مک‌ری
- آنتونی کوئین
- بریجت ویلسون
- فهرید موری آبراهام
- مرسدس روئل
- آرت کارنی
- پروفسور تاناکا
- رایان تاد